# François Fulgis Chevallier
François Fulgis Chevallier (1796-1840) was een Franse arts, botanicus en mycoloog.
Hij behaalde zijn titel van doctor in de geneeskunde op 26 mei 1821 met een proefschrift getiteld Proefschrift over inheemse scheerling, beschouwd als vergif en als medicijn.
Hij is ook de auteur van:
- Essai sur les hypoxylons lichénoïdes, comprenant les genres Hysterium, Polymorphum, Opegrapha, Arthonia, Schizoxylum, Verrucaria, Pertusaria..., 1822 , Essay over lichenoïde hypoxylons
- Histoire des graphidées, accompagnée d'un tableau analytique des genres (F. Didot, Paris, 1824).
- Flore générale des environs de Paris, selon la méthode naturelle (drie delen en twee boeken, Ferra, Paris, 1826-1827, réédité en 1836).
- ungorum et Byssorum illustrationes quos ut plurimum novos, trecentos et ultra cum caeteric minus bene cognitis, in divasis Europae regionibus collegit, ad virum de lineavit, 1837

Het ondergeslacht Chevaliera (geslacht Aechmea, onderfamilie Bromelioideae) is naar hem vernoemd.